# Autobus de Piatra Neamț
 (décembre 2016).
La ville de Piatra Neamț, en Roumanie, possède 15 lignes publiques d'autobus, et d'autres lignes privées.

## Réseau actuel
Il y a actuellement 15 lignes d'autobus en service. Beaucoup d'autres lignes sont gérées par des compagnies privées avec des minibus. Cette concurrence est jugée déloyale par beaucoup de gens. On peut également trouver des autobus circulant sur les lignes de trolleybus.
- A1 : Sarata - Speranta
- A2 : Sarata - IVV
- A3 : Scoala nr. 1 - Speranta
- A4 : Darmanesti - Speranta
- A4 : Bloc 40 - IVV
- A5 : Sarata - Ocol
- A6 : Strand - Ocol
- A7:  Sarata - Bazar
- A8 : Scolile Normale - Bazar
- A9 : Gara - Valeni
- A10 : Gara - Savinesti
- A11 : Gara - Cuiejdiu
- A12 : Sarata - 1 mai
- A13 : Gara - Sirca
- A14 : Gara - Cut
- A15 : Gara - Brasauti[1]

## Flotte
La flotte est composée de 63 autobus.
- 8 Isuzu Novociti
- 1 Iveco 480 TurbocCity-U
- 10 Higer B8
- 4 Man NL 313
- 8 Karsan Jest
- 2 Irisbus Daily